# Ether Song
Ether Song is het tweede album van Turin Brakes. Meer dan 250.000 exemplaren zijn er van verkocht. Het album bevat voornamelijk rock- en folk-invloeden.

## Tracklist
1. Blue Hour
2. Average Man
3. Long Distance
4. Self Help
5. Falling Down
6. Stone Thrown
7. Clear Blue Air
8. Pain Killer
9. Full of Stars
10. Panic Attack
11. Little Brother
12. Rain City

## Singles
- Long Distance (oktober 2002)
- Painkiller (Summer Rain) (februari 2003)
- Average Man (mei 2003)
- 5 Mile (These Are The Days) (september 2003)

## Overige Gegevens
Het album werd uitgebracht bij Source Records / EMI in maart 2003 en is opgedragen aan Sandra Thorpe (In The Ether's Air). De titeltrack "Ether Song" is verborgen en begint enkele minuten na "Rain City".
Het album is meerdere malen opnieuw uitgebracht in 2003 met enkele bonustracks en een andere kleur voorkant (rood in plaats van blauw), inclusief laatste single "5 Mile". Ook is het album nog een keer uitgegeven in een speciale editie met debuutalbum The Optimist LP toegevoegd. Het album is geproduceerd door Tony Hoffer.